# Carolivia Herron
Carolivia Herron (nascida Carol Olivia Herron; 22 de julho de 1947 ) é uma escritora americana de literatura infantil e adulta e estudiosa da Judaica afro-americana.

## Vida pessoal
Ela nasceu de Oscar Smith Herron e Georgia Carol (Johnson) Herron, em Washington, DC.
Herron se converteu ao judaísmo na idade adulta e ela tem ascendência judaica por parte de sua avó paterna, via Geechees judeus.
Ela é membra fundadora do "Judeus de ascendência africana".

## Educação
Ela é bacharel em inglês pelo Eastern Baptist College, na Pensilvânia (agora Eastern University). Ela obteve um mestrado em inglês pela Villanova University em 1973, um mestrado em redação criativa e um doutorado em literatura comparada e teoria literária pela Universidade da Pensilvânia.
Herron passou um ano de pesquisa de pós-doutorado na Brandeis University investigando o tema dos judeus afro-americanos.

## Escrita
Seu romance de estreia, Depois disso, Johnnie, um retrato semi-autobiográfico da vida afro-americana, foi muito bem recebido pela crítica.
Seu aclamado livro Nappy Hair, uma história de chamada e resposta baseada em suas próprias experiências quando criança, foi a causa de grande controvérsia quando um professor de escola pública de Nova York foi acusado de racismo depois de usá-lo em sala de aula. Nappy Hair foi originalmente planejado como um capítulo de um livro adulto, é influenciado pela tradição épica e pela tradição africana de louvor.
Herron editou os artigos de Angelina Weld Grimke para a Oxford University Press.
Muitos de seus escritos, incluindo seu romance multimídia em andamento, "Asenath and Our Song of Songs", referem-se às interseções entre as culturas judaica e africana. Partes textuais de " Asenath and Our Song of Songs" foram publicadas como romances separados em 2014, "Asenath and the Origin of Nappy Hair" e 2016, "PeacesongDC".
Seu livro infantil, Always an Olivia, relata a vinda dos ancestrais judeus de Herron de Trípoli, Líbia, para as Ilhas do Mar da Geórgia nas Américas.
Herron escreveu o libreto para a ópera "Let Freedom Sing: The Story of Marian Anderson", composta por Bruce Adolphe, que foi encomendada e estreada pela Washington National Opera e pela Washington Performing Arts Society em 2009.

## Ensino
Herron ensinou literatura em muitas instituições, incluindo Harvard University, Mount Holyoke College, Brandeis University e Marien N'Guabi University em Brazzaville, República do Congo. Em 2017, Herron ingressou no Departamento de Clássicos da Howard University e atualmente leciona cursos de graduação em Humanidades (principalmente épicos) e Negros na Antiguidade.
Ela também ensina crianças trabalhando diretamente em épicos gregos com seu vasto conhecimento da mitologia da Grécia antiga. Ela também tem a habilidade de traduzir a língua antiga.

## Área de conhecimento
Sua  área de conhecimento inclui trabalhos sobre a Judaica afro-americana. Herron também produziu trabalhos sobre literatura infantil, literatura multicultural e Jornada nas Estrelas. Herron está atualmente desenvolvendo Epicenter Stories para auxiliar em seu trabalho com crianças, alfabetização e multiculturalismo.

### Adulto
- Depois disso, Johnnie, 1991
- Asenath e a Origem do Cabelo Fralda, 2015

### Infantil
- Nappy Hair, 1997[6]
- Sempre uma Olivia, 2007[7]

### Não-ficção
- Obras selecionadas de Angelina Weld Grimké, 1991
- “Cabelo Frasco: Na Própria Voz de Brenda ou Ajustando o Registro.” O Leão e o Unicórnio, Volume 37, Número 2 (abril de 2013): 188-194.
- “Primeira Poesia Afro-Americana.” The Columbia History of American Poetry, editado por Jay Parini e Brett Millier, 16-32. Nova York: Columbia University Press; 1993. xxxi, 894.
- “A Filologia como Subversão: O Caso da Afro-América”. Estudos de Literatura Comparada, vol. 27, não. 1 (1990): 62–65.[8]